# Rifargia chocotoa
Rifargia chocotoa är en fjärilsart som beskrevs av Dyar 1914. Rifargia chocotoa ingår i släktet Rifargia och familjen tandspinnare. Inga underarter finns listade.